# Kanton Saint-Étienne-4
Der Kanton Saint-Étienne-4 ist seit 2015 ein französischer Wahlkreis im Arrondissement Saint-Étienne im Département Loire der  Region Auvergne-Rhône-Alpes. Hauptort ist Saint-Étienne. Er besteht aus einem Teil der Stadt Saint-Étienne und der Gemeinde Villars.

## Gemeinden
Der Kanton besteht aus zwei Gemeinden und Gemeindeteilen mit insgesamt 35.995 Einwohnern (Stand: 2022) auf einer Gesamtfläche von 10,72 km²:
| Gemeinde               | Einwohner 1. Januar 2022 | Fläche km² | Dichte Einw./km² | Code INSEE | Postleitzahl        |
| ---------------------- | ------------------------ | ---------- | ---------------- | ---------- | ------------------- |
| Saint-Étienne          | 28.290                   | 5,00       | 5.658            | 42218      | 42000, 42100, 42230 |
| Villars                | 7.705                    | 5,72       | 1.347            | 42330      | 42500               |
| Kanton Saint-Étienne-4 | 35.995                   | 10,72      | 3.358            | 4217       | –                   |

1. ↑   Nur der nordwestliche Teil der Gemeinde, der Rest verteilt sich auf die Kantone Saint-Étienne-1, Saint-Étienne-2, Saint-Étienne-3, Saint-Étienne-5 und Saint-Étienne-6.